# Cedar Vale, Kansas
Cedar Vale är en ort i Chautauqua County i Kansas. Vid 2020 års folkräkning hade Cedar Vale 476 invånare.